# Giorgia Andreuzza
Giorgia Andreuzza (Parma, 11 de diciembre de 1973)  es una política y arquitecta italiana.

## Biografía
Nacida en Parma de padres venecianos, su padre fue futbolista profesional en Serie A y Serie B. A los 6 años se mudó a Noventa di Piave donde sus padres desarrollan una actividad comercial. Estudió en la escuela secundaria artística de Treviso, luego se graduó en arquitectura en la Universidad de Venecia. Luego de obtener la calificación en el registro de arquitectos, se especializó en diseño de interiores.
Se desempeñó como concejala municipal en el municipio de Noventa di Piave en 1997, como candidata de la Liga Norte en las elecciones europeas de 2004, en las elecciones generales de 2006 y 2008 y posteriormente fue nombrada concejala de turismo de la provincia de Venecia en julio de 2009.
Fue elegida diputada para la XVIII legislatura en las elecciones generales de 2018, representando a la circunscripción uninominal del Véneto.